# آون
آون (به فرانسوی: Ahun) یک کمون در فرانسه است که در کروز واقع شده‌است. آون ۳۳٫۷۴ کیلومتر مربع مساحت دارد ۴۴۹ متر بالاتر از سطح دریا واقع شده‌است.